# Ceratosolen megacephalus
Ceratosolen megacephalus är en stekelart som beskrevs av Grandi 1916. Ceratosolen megacephalus ingår i släktet Ceratosolen och familjen fikonsteklar. Inga underarter finns listade i Catalogue of Life.